# Candoia bibroni
Espèce
Synonymes
- Enygrus bibroni Duméril & Bibron, 1844
- Boa australis Montrouzier, 1860

Statut de conservation UICN

 LC  : Préoccupation mineure
Statut CITES
Candoia bibroni est une espèce de serpents de la famille des Boidae.

## Répartition
Cette espèce se rencontre en Mélanésie et en Polynésie, aux Fidji, aux Tonga, aux Samoa, aux Salomon, au Vanuatu et aux îles Loyauté.

## Liste des sous-espèces
Selon The Reptile Database (12 février 2014) :
- Candoia bibroni bibroni (Duméril & Bibron, 1844)
- Candoia bibroni australis (Montrouzier, 1860)

## Étymologie
Cette espèce est nommée en l'honneur de Gabriel Bibron.

## Publications originales
- Duméril & Bibron, 1844 : Erpétologie générale ou Histoire naturelle complète des reptiles. Librairie encyclopédique Roret, Paris, vol. 6, p. 1-609 (texte intégral).
- Montrouzier, 1860 : Untitled note on Boa australis.  Revue et magasin de zoologie pure et appliquée, sér. 2, vol. 12, p. 95 (texte intégral).